# جاي بي. كوكس
جاي بي. كوكس (بالإنجليزية: J. B. Cox)‏ هو لاعب كرة قاعدة أمريكي، ولد في 13 مايو 1984 في باي سيتي في الولايات المتحدة.

## وصلات خارجية
- جاي بي. كوكس على موقعبيزبول رفرنس.كوم (الدوري الثانوي) (الإنجليزية)